# Полозов, Евгений Анатольевич
Евгений Анатольевич Полозов (род. 19 марта 1983, Ленинград) — российский хоккеист, нападающий. Тренер.

## Биография
Воспитанник петербургского СКА. В сезоне 1999/2000 дебютировал в первой лиге чемпионата России в составе «СКА-2». В сезонах 2000/01 — 2003/04 играл за СКА и «СКА-2». Выступал в низших российских лигах за команды «Спартак» СПб (2004/05, 2006/07), «Дмитров» (2005/06, 2006/07, 2007/08), «Титан» Клин (2008/09), «Ариада-Акпарс» Волжск (2008/09, 2009/10), «Сокол» Новочебоксарск (2009/10), «Саров» (ВХЛ, 2010/12), «Ермак» Ангарск (ВХЛ, 2012/13).
Играл за белорусские клубы «Керамин» Минск (2005/06), «Химик»-СКА Новополоцк (2007/08), «Динамо» Минск (2007/08).
С 2013 года — тренер в системе СКА. С сезона 2023/24 — тренер в команде ВХЛ «Норильск».